# الهيئة العامة للرياضة (الكويت)
انشات الهيئة العامة للشباب والرياضة بالمرسوم بقانون رقم 43 لسنة 1992 بتاريخ 11 صفر 1413 هجري الموافق 10 أغسطس 1992 م، والغرض من إنشاء الهيئة هو العناية بشؤون الشباب في دولة الكويت وتهيئة أسباب القوة والرعاية لهم وتنمية قدراتهم البدنية والخلقية والفنية وتوفير الوسائل الكفيلة بتنشئة المواطن الصالح دينيا واجتماعيا وبدنيا وثقافيا وتعزيز ولائه للوطن كما تعنى برعاية الحركة الرياضية في البلاد والعمل على تدعيمها ونشرها وتطويرها وفقا للمبادئ الأولمبية والدولية.

## أهداف الهيئة
- العمل على تنفيذ السياسة العامة للدولة في مجالات الشباب والرياضة وتوجيه الخطط والمشروعات ذات الطابع الوطني في هذه المجالات.
- العمل على إبراز الوجه الحضاري للبلاد والتعريف به محليا و دوليا في مجال الشباب والرياضة.
- تنمية النشئ في إطار من القيم الدينية والخلقية للمجتمع مع الإشراف على تنمية برامج الشباب والرياضة.
- تدريب الشباب و إعدادهم للإسهام في مختلف الخدمات العامة التي تعود بالنفع على الوطن وتؤدى إلى تنمية ملكاتهم ومعلوماتهم وتطوير مواهبهم.
- تطوير البرامج والأنشطة الرياضية وتوفير المنشآت اللازمة لها والارتقاء بها بما يتلاءم مع إمكانات الفرد وطموحاته في إطار السياسة العامة للدولة.
- تهيئة الوسائل والإمكانيات لتنمية شخصية المواطن وتعزيز روح الولاء للوطن وتنمية شعوره القومي من خلال المنافسات الشريفة في مجالات الشباب والرياضة محلياً ودولياً.
- تنظيم المهرجانات والعروض والمسابقات لإذكاء روح المنافسة بين الشباب وتنظيم منح الجوائز والحوافز وغيرها من وسائل التشجيع المادية والمعنوية في مجالات الشباب والرياضة.
- الاهتمام بالبحوث والدراسات التي تسهم في الارتفاع بمستوى الشباب وبالمستوى الرياضي و تدعيم العلاقات الخارجية في هذا المجال.[2]

## رؤساء الهيئة العامة للرياضة منذ إنشائها
- خالد الحمد.
- أحمد فهد الأحمد الصباح.
- فهد جابر الأحمد الصباح.
- فؤاد الفلاح.
- فيصل الجزاف.
- أحمد منصور الأحمد الصباح.
- حمود فليطح.
- يوسف البيدان.
- حمود مبارك الصباح.
- بشار عبد الله.